# Panorama din Plevna

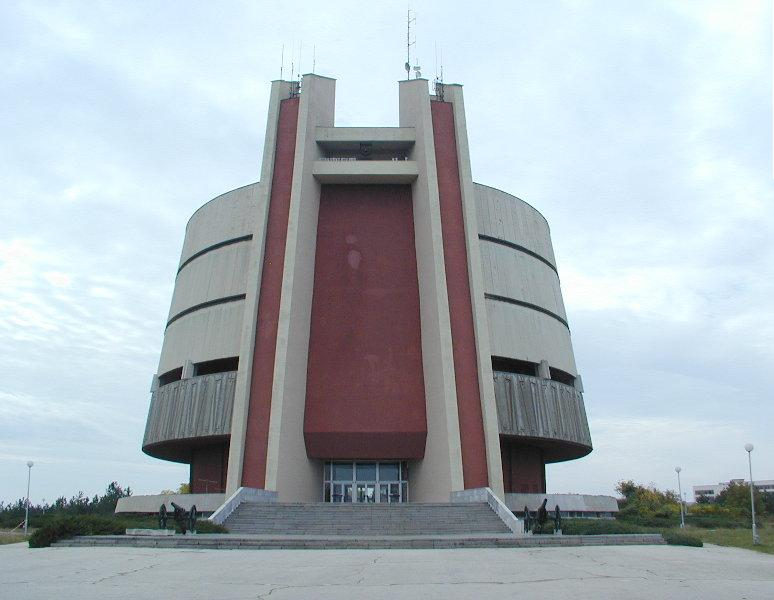
Panorama din Plevna văzută din exterior

Epopeea Plevnei 1877, mai frecvent cunoscută sub numele de Panorama din Plevna, este o panoramă situată în Plevna, Bulgaria, care descrie evenimentele din Razboiul Ruso-Turc din 1877-1878, mai exact cele cinci luni ale asediului de la Plevna, care a făcut orașul celebru pe plan internațional și care a contribuit la eliberarea Bulgariei, după cinci secole de dominație Otomană.
Panorama a fost creată de 13 pictori bulgari și ruși în onoarea aniversării a 100 de ani de la asediul Plevnei și a fost inaugurată oficial pe 10 decembrie 1977. Panorama a extins deja existentul parc Skobelev, care este situat pe locul unde s-au desfășurat trei dintre cele patru bătălii care au dus la eliberarea Bulgariei. În primii trei ani de la deschiderea sa, a fost vizitată de 2,5 milioane de persoane. Monumentul este unul dintre aproape cele 200 de construite de către localnicii din Plevna în semn de omagiu pentru luptă și pentru cele aproape 35.000 de vieți pierdute.

## Asediul Plevnei

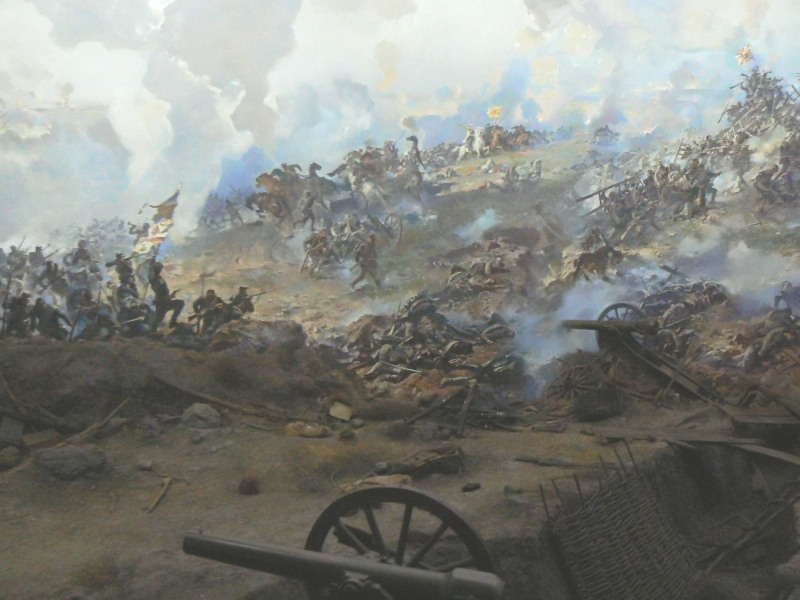
Un detaliu de asediu în interiorul panorama

Panorama din Plevna descrie evenimentele asediului Plevnei, care a constat în patru mari bătălii pe o perioadă de cinci luni (20 iulie–10 decembrie 1877). Asediul a fost esențial în rezultatul Războiului Ruso-turc din 1877-78, care în cele din urmă a dus la eliberarea Bulgariei, precum și la recunoașterea independenței României și a Serbiei după aproape 500 de ani de dominație otomană. Panorama se concentrează în principal pe evenimentele din cea de-a treia bătălie, care a început pe 31 August și s-a terminat pe 11 septembrie 1877. La momentul respectiv, Plevna era sub control turcesc și a feldmareșalului Osman Pașa, care a înființat fortificații după înfrângerea de la Nicopole pe 16 iulie. Osman a avut succes în apărarea de atacurile rusești asupra fortificațiilor lui în primele două bătălii.
În cea de-a treia luptă, forțele ruse, sub comanda Generalului Mihail Skobelev, a capturat două redute turcești și o divizie română a capturat-o pe cea de a treia, reduta Grivița. Trupele lui Osman Pașa au fost în măsură să recupereze cele două redute capturate de către ruși, dar nu au reușit să disloce românii de la Grivița. Cea de-a treia bătălie a fost cea mai sângeroasă pentru forțele ruse, cu aproximativ 20.000 de pierderi omenești, dar a fost, de asemenea, punctul de cotitură în asediu. Începând cu 24 octombrie, forțele ruse și române au înconjurat Plevna. Osman Pașa a cerut permisiunea să se retragă, dar Înaltul Comandament Otoman nu-i permite să facă acest lucru. Pe 9 decembrie Osman Pașa și trupele sale au făcut un atac scurt, pierzând 5.000 de oameni. A doua zi, Osman Pașa a predat orașul către colonelul român Mihail Cerchez.

## Construcția și inaugurarea

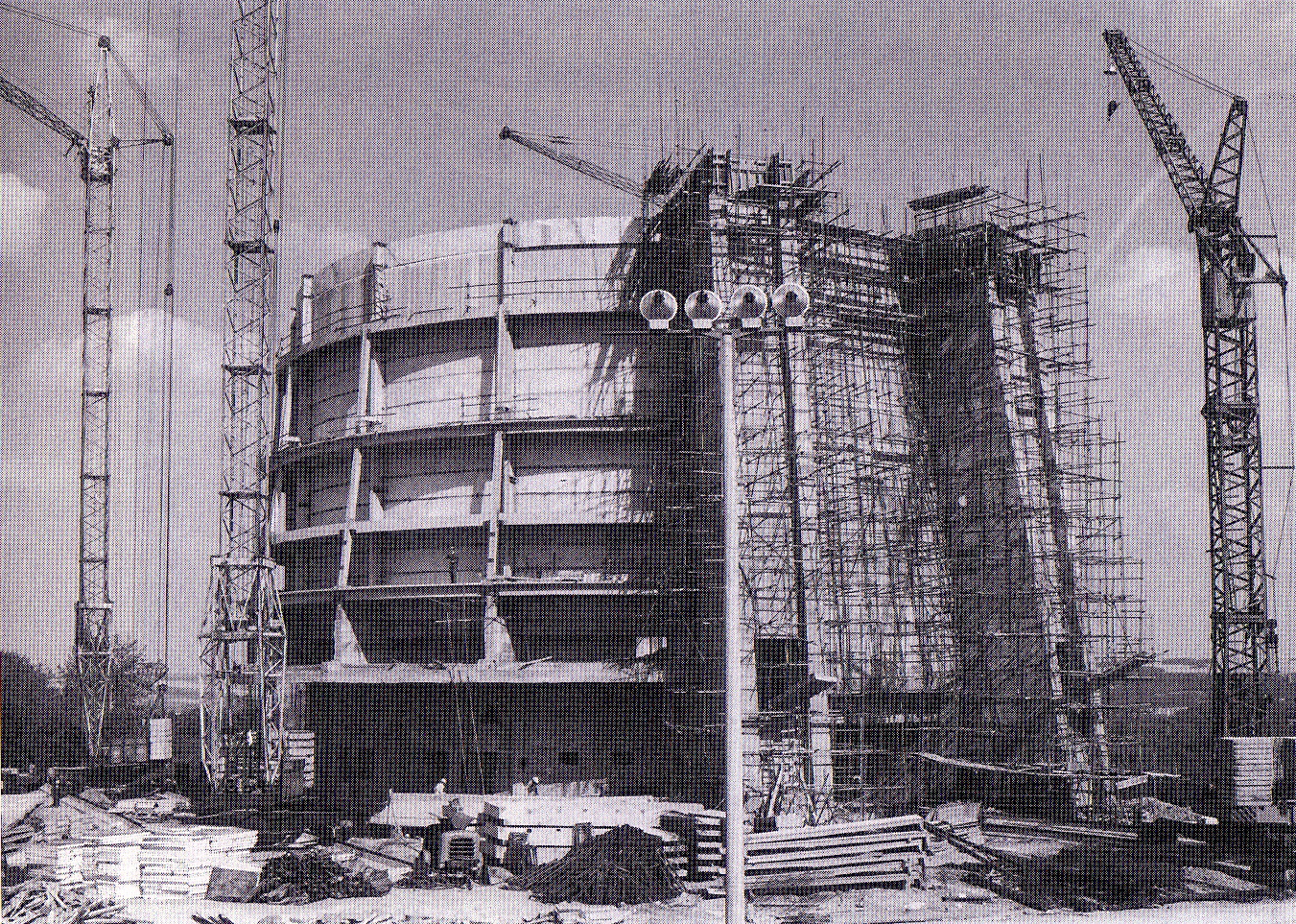
Panorama din Plevna în construcție, iulie 1977

Cele mai multe dintre reperele istorice din Plevna sunt legate de războiul Ruso-turc, cu aproximativ 200 de monumente comemorative pentru cele mai sângeroase bătălii ale războiului. Panorama din Plevna a fost construită în onoarea centenarului capitulării forțelor otomane, care încheia asediul Plevnei. Aceasta a fost concepută și proiectată de către N. Ovetchkin, un autor de la Moscova ca o replică a Panoramei Borodin din Belgorod, Rusia. Panorama este situată în Parcul Skobelev, numit în onoarea generalului care a comandat forțele ruse și i-a condus la victoria asupra turcilor, și situat pe locul care decide bătălia de cinci luni a asediului asupra orașului.
Unsprezece artiști ruși și doi artiști bulgari au pictat și au construit pictura panoramică, care include o pânză principală de 115×15 metri și 12 metri prim-plan. Scopul lui Ovetchkin și al artiștilor care au creat panorama a fost de a crea un sentiment de empatie pentru lupta care în acel loc, precum și un sentiment de autenticitate a evenimentelor care au avut loc pe 11 septembrie 1877. Panorama a fost deschisă pentru public pe data de 10 decembrie 1977, la 100 de ani de la ziua în care Mareșalul Osman Pașa s-a predat Colonelului Mihail Cerchez, care încheie la Asediul Plevnei.

## Compoziție
Unitatea arhitecturală este alcătuită din patru camere: panorama introductivă, diorama și finalul. Cele șase pânze ale panoramei introductive  descoperă destinul tragic al poporului, lupta lor dramatică și compasiunea pentru colegii soldați ruși.
Spectatorul este în mijlocul câmpului de luptă, înconjurat de un regiment de atac rusesc, obuze, un medic și o asistentă, atacul cavaleriei turcești, incendierea orașului și generalul rus Mihail Skobelev efectuând un atac împotriva fortificației otomane.

## Legături externe
- Poze cu clădirea Panoramei
- Site-ul Consiliului Internațional al Panoramelor, listă cu toate panoramele / cicloramele existente ale lumii